# Црква Успења Пресвете Богородице у Дрнишу
Црква Успења Пресвете Богородице у Дрнишу је српска православна црква. Стара, мања црква, постојала је са сигурношћу од 1618. године, а можда и раније. На њеном темељу је 1905. године подигнута данашња велика црква. Налази се у самом центру града.
Јуна 1941. године је демолирана и запаљена од стране усташа, али су Италијани на вријеме угасили пожар и спасли је од изгарања.